# 阿勒代爾區
阿勒代爾區（英語：Allerdale）是英格蘭坎布里亞郡的一個非都會區，具有自治市鎮地位。其議會設在沃金頓。根據2001年英國人口普查，阿勒代爾區的人口為93,492人，在2011年英國人口普查中增至96,422人。
沃金頓的阿勒代爾大廈是阿勒代爾區議會的會議地點和主要辦公空間。